# Medb

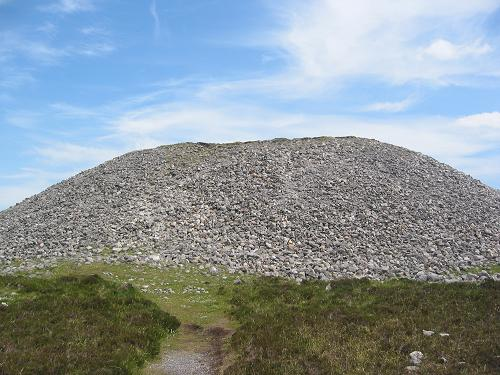
De grafheuvel op de berg Knocknarea (nabij Sligo) waar Medb begraven zou liggen.

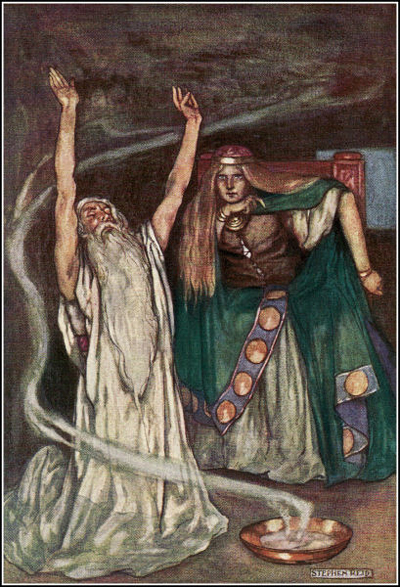
Medb en druïde, The Boys' Cuchulainn, 1904

Medb (uitspraak: /mæðv/) of Maeve (uitspraak /meɪv/) is de koningin van Cruachan, Connacht in de Ulstercyclus. Ze is de echtgenote van Ailill mac Máta en de moeder van Findabair.

Medb, Myths and Legends of the Celtic Race, 1911

Waarschijnlijk was ze van oorsprong een soevereiniteitsgodin waarmee de koning trouwde als onderdeel van zijn inwijding.
Haar vader was Eóchaid Feidlech, die haar als koningin van Connacht installeerde nadat hij koning Tinni mac Conri had verdreven.
Ze verlangde van een echtgenoot dat hij zonder jaloezie was. Dit was met name van belang vanwege haar vele minnaars.
Daarnaast verlangde ze de gelijke te zijn van haar echtgenoot wat betreft bezit, wat uiteindelijk de reden was om de runderroof van Cooley te organiseren, daar Ailil een stier meer bleek te bezitten dan Medb. Tijdens deze veldtocht begon ze een relatie met de voormalige koning van Ulster, en pleegvader van haar tegenstander Cú Chulainn, Fergus mac Róich.
Volgens de sage ligt Medb begraven in een grafheuvel op de berg Knocknarea
Het verhaal van een deel van haar regeerperiode is vastgelegd in de Ulstercyclus waarvan de oudste geschreven versie te vinden is in Lebor na hUidre, een manuscript uit de elfde eeuw. De Táin-sage zelf is waarschijnlijk veel ouder. Vanwege de beschrijvingen in het verhaal beschouwen sommigen Medb als een persoon uit de ijzertijd, maar of ze echt bestaan heeft is niet bekend.